# Sturm (Ehrenburg)

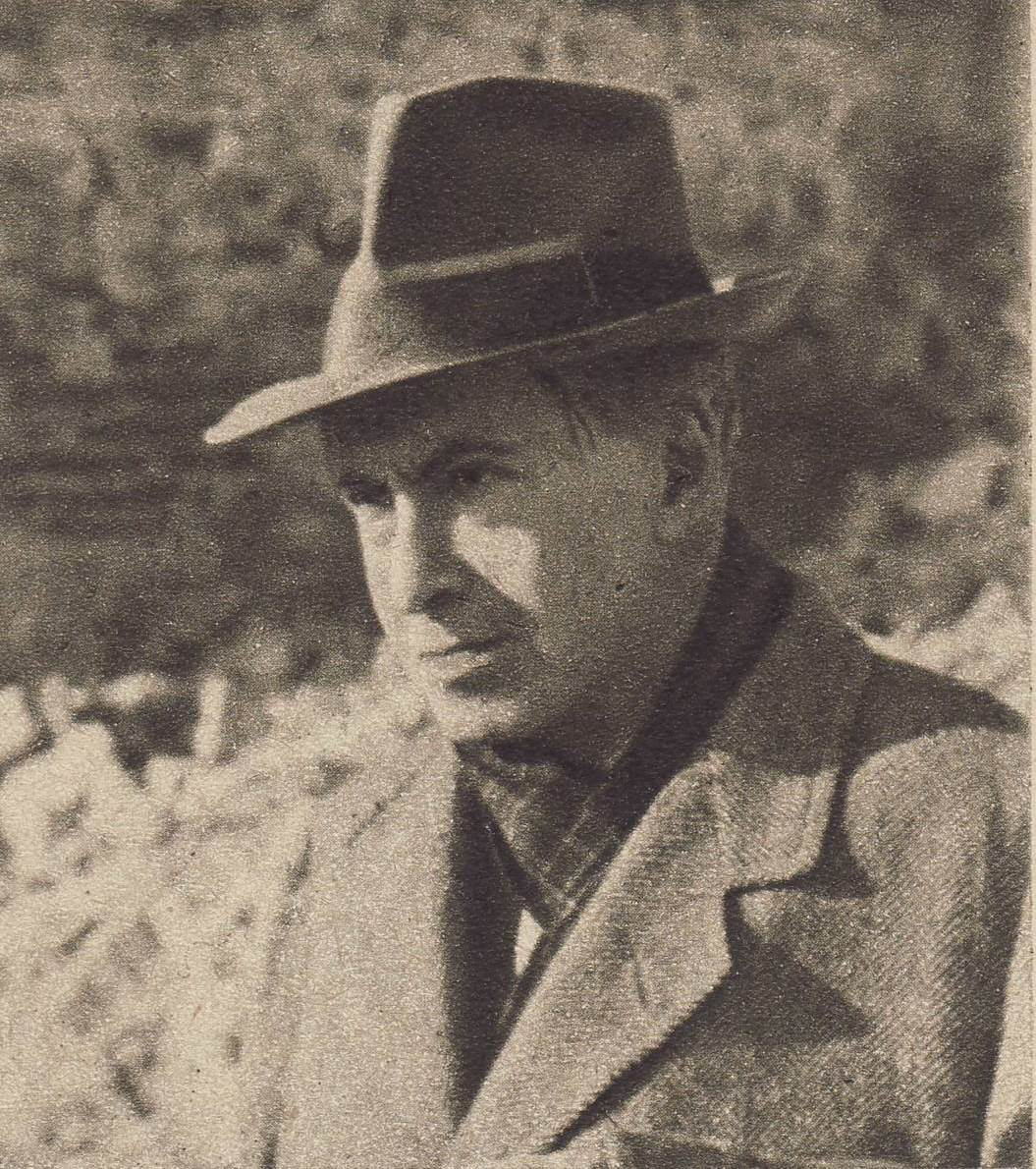
Ilja Ehrenburg
am 15. November 1947

Sturm (russ. Буря, Burja) ist ein Roman über den Westfeldzug und den Deutsch-Sowjetischen Krieg, den der russische Schriftsteller Ilja Ehrenburg vom Januar 1946 bis zum Juni 1947 schrieb und der vom April bis zum August 1947 monatlich in der Literaturzeitschrift Nowy Mir erschien.
Volk und Welt hielt die Rechte an der Übersetzung ins Deutsche seit 1948. Der Roman wurde aus dem Russischen ins Tschechische (Bouře, 1948), Englische (The Storm, 1948) und Türkische (Fırtına, 1969) übertragen.

## Überblick
Thema Vernichtungskrieg gegen die Sowjetunion: Es kommt in diesem subjektiv gefärbten Roman nicht ein deutscher Soldat vor, der keine andere Wahl hatte, als dem Einberufungsbefehl zu folgen und der bis zum Schluss des Krieges trotzdem moralisch integer bleibt. Während der Herrschaft Stalins geschrieben und herausgebracht, vermittelt der Text ein weitgehend einseitiges Bild vom prügelnden, mordenden deutschen Aggressor versus dem in jeder Lebenslage nachsichtig duldenden, unerschrocken mit viel zu wenig Munition kämpfenden und in den Tod gehenden Sowjetmenschen. Als die Besten unter den Russen werden die Kommunisten dargestellt, namentlich die Kommandeure und Kommissare der Roten Armee. Zur Schreibzeit, also kurz nach dem gewonnenen Krieg gegen die Deutschen und ihre europäischen Verbündeten, fällt Ilja Ehrenburg der Vortrag seiner romanglobalen Idee leicht: Die Russen – abgesehen von einigen Wankelmütigen – glauben an den Sieg ihrer Waffen und zwar trotz aller anfänglichen Rückschläge zu jeder Zeit. Stalin spricht aus dem Hintergrund sparsam als guter Vater zum Sowjetvolk. Sein Widerpart Hitler äugt aus seinem Reich janusgesichtig nach West und Ost.
Der aktuelle Handlungsort wechselt zwischen Paris, irgendeinem der schier unzähligen russischen und später osteuropäischen Kriegsschauplätze sowie schließlich dem untergehenden Deutschen Reich. Die außerordentliche Gestaltungskraft des Autors soll an ein paar Fraugestalten – um die zwei Romanhelden gelagert – skizziert werden. Diese beiden Protagonisten sind der junge Hauptmann der Pioniertruppen Brückenbauingenieur Sergej Wlachow und der junge Bataillonskommissar Ossip Alper aus Kiew. Letzterer vernachlässigt seine junge Frau Raissa Michailowna Alper – Raja gerufen; lässt sich ein Jahr vor dem Kriege widerspruchslos bis zum Kriegsausbruch an die Petschora schicken. Das Paar verliert natürlich während des Krieges den Kontakt ganz. Raja meldet sich zu Kriegsbeginn als Krankenschwester, hält durch und muss aber die geliebte einzige kleine Tochter Alja in Obhut der treusorgenden Schwiegermutter Chana schweren Herzens in Kiew zurücklassen. Nachdem im Kriege Chana und Alja von den Deutschen in Kiew ermordet wurden, will die Krankenschwester Raja nur noch Deutsche töten. Wie stolz ist der Bataillonskommissar Ossip Alper, als er nach so langer Zeit aus dem Munde des Vorgesetzten erfährt, seine Raja – Sergeant Raissa Alper – wurde als Scharfschützin der Roten Armee mit der Tapferkeitsmedaille Roter Stern dekoriert!
Der andere der beiden Helden – Sergej Wlachow – hatte sich in Paris längere Zeit dienstlich bei seinem Freunde Maurice Lancier aufgehalten. Als Sergej Wlachow in die russische Heimat zurückging, musste er seine erste Liebe, Lanciers einzige Tochter, die Malerin Madeleine, Mado gerufen, zurücklassen. Er hatte ein Zusammenleben kategorisch ausgeschlossen. Während Sergej Wlachow – wieder daheim – im April 1941 eine Vernunftehe mit der feinfühligen, zarten Valja eingeht, heiratet Mado in Paris – ebenfalls aus Vernunftgründen – den Industriellen Joseph Berty. Das „Paar“ Mado-Berty hasst sich. Mado läuft dem Gatten davon und taucht unter; geht in die Résistance. Mitte 1942 wollen die Deutschen die kriegswichtige Motorenfabrik des Ingenieurs Joseph Berty der französischen Saboteure wegen ins Reich verlegen, falls der Fabrikinhaber das Problem Sabotage nicht in Bälde aus der Welt schafft. Joseph Berty verrät sechzehn verdächtige Mitarbeiter an die Deutschen. Alle sechzehn werden liquidiert. Darauf lockt Mado den ungeliebten Gatten in das Pariser Ausflugslokal Belle Hôtesse und erschießt den Verräter.
Im Sommer 1942, also vor der Stalingrader Schlacht, spricht Oberst Gabler in Rshew mit einem seiner Untergebenen, dem Unteroffizier Richter. In Friedenszeiten war der Gefreite Kurt Richter daheim in Deutschland der Architekt des Obersts gewesen. Oberst Gabler äußert zum Problemfall Stalingrad: „Unsere Lage ist ungünstig … der Führer kann den Druck im Süden nicht abschwächen. Wir müssen uns wehren … Schade, daß wir die Blüte unserer Armee … hier preisgeben.“
Der Jagdflieger Louis Lancier, Maurice Lanciers Sohn, hat bereits mehrere deutsche Gegner abgeschossen und wartet in London unter de Gaulle auf deutsche Gegner. Die sind anscheinend an der Ostfront eingesetzt. Also will Louis Lancier aufseiten der Russen weiterkämpfen. Sein englischer Gesprächspartner Major Davis rät zum Abwarten: „… soll Hitler noch einmal siegen, doch das wird ein Pyrrhussieg sein. Wir werden ihm den letzten Schlag versetzen … Wenn die Bolschewiken niedergeschlagen sind, werden wir den Russen helfen, einen Staat mit einem Regime zu schaffen, das uns mehr zusagt.“ Bei alledem bewundert der Engländer die Verteidiger „von Stalingrad … auch wenn sie Kommunisten in Reinkultur sind.“
Höhere Offiziere erscheinen in der ersten Romanhälfte selten als handelnde Personen. Der erste handelnde General ist der sowjetische Generalmajor Petrjakow, der gegen Ende des vierten der sechs Bücher Hauptmann Sergej Wlachow in Stalingrad zum Major befördert und mit dem Rotbannerorden dekoriert. Sonst treten gewöhnlich untere Chargen im Bataillon oder in der Kompanie auf. Ilja Ehrenburg geht sogar so weit, dass er sowjetische Kommandeure, die am Stalingrader Häuserkampf beteiligt sind, die Einkesselung des Gegners als unfassliches Wunder erleben lässt. Dazu passt ein über die erste Romanhälfte hinweg gültiges Erzählelement: Die sowjetischen Kämpfer agieren weitgehend als Eingekesselte oder Versprengte ohne Information. So fragt zum Beispiel ein sterbender russischer Soldat, was denn Stalin im Radio gesagt habe. Während Ilja Ehrenburg in den Pariser Kapiteln des Romans mehrfach französische Geschäftsleute und Intelligenzler ausführlich zu Wort kommen lässt, wenn sie unter sich eine Lagebewertung riskieren, meidet er in den in Russland spielenden Kapiteln die „Königsebene“ und bevorzugt gewöhnlich die Schilderung des Kriegsalltages in unmittelbarer Nähe der leidgeprüften Zivilbevölkerung.
Die Truppenführung der angreifenden Wehrmacht wird mehrfach angedeutet. Zum Beispiel wissen die im russischen sumpfigen Waldgebiet versteckten sowjetischen Partisanen, bei einsetzender Trockenheit haben sie gegen den motorisierten Feind schlechte Karten. Ansonsten ist der gegnerische Gefechtsablauf bekannt. Nach dem Aufklärer stürzen Stukas herab, darauf dröhnt die Artillerie und dann wird es brenzlig. Die anrückenden Panzer müssen zum Stehen gebracht werden.

## Handlung

### Vorgeschichte
Der Zuschneider Naum Alper lebt mit seiner Frau  Chana und den beiden gemeinsamen Söhnen Leo und Ossip in Kiew. Gegen den Willen seiner Frau geht Naum vor dem Kriege mit Leo nach Paris. Chana bleibt mit dem jüngeren Sohn Ossip in Kiew. Leo ist fünf Jahre älter als Ossip. Naum flickt in Paris den Armen die Kleider und fällt als Kriegsfreiwilliger in der Champagne. Leo studiert Mathematik, heiratet die hübsche Modistin Leontine, profiliert sich als begabter Ingenieur und avanciert in Paris zum Teilhaber im Unternehmen des Franzosen Maurice Lancier aus Niort.
Der Architekt Ossip lebt mit der Ehefrau Raja und der kleinen Tochter Alja in Kiew zusammen mit der Mutter Chana. Raja hat in Kiew zwei Freundinnen – die vier Jahre ältere Valja und Galotschka. Letztere ist die des Öfteren unvermittelt lachende Lachtaube. Valja freundet sich mit der 20-jährigen Natascha an. Nataschas Vater, der 50-jährige Oberstabsarzt Dmitri Alexejewitsch Krylow, ein Kommunist aus Lipezk, arbeitet im Krankenhaus als Hals-Nasen-Ohrenarzt.

### Sommer 1936 bis 9. Mai 1945
Der russische Ingenieur Sergej Wlachow, dienstlich in Paris, verliebt sich in Mado, die Tochter des 54-jährigen Pétain-Verehrers Maurice Lancier und seiner Ehefrau Marceline. Die Liebe wird erwidert, ist aber unglücklich.  Sergej Wlachow muss in die Heimat zurück und heiratet dort Valja. Lanciers Kompagnon Leo, inzwischen Franzose geworden, wird 1939 einberufen und gegen die Deutschen an die belgische Grenze geschickt. Im Krieg gegen Deutschland erschießt Leo einen deutschen Späher. Leos Frau Leontine bringt einen Sohn zur Welt. Einer von Lanciers Mitarbeitern, der Kommunist Henri Lejean, sitzt im Gefängnis. Lanciers und Marcelines Sohn Louis lässt sich als Jagdflieger ausbilden.
Fast ganz Paris, auch Leontine mit ihrem Kleinstkind, flieht vor der anrückenden Wehrmacht. Das Kind stirbt auf dem Weg zur Loire an der Brust der Mutter. Lancier gelingt mit Marceline, Mado und Louis die Flucht nach Bordeaux. Marceline stirbt. Mado und Louis – letzterer inzwischen Leutnant – nennen Pétain, der demobilisiert, einen Verräter. Louis verlässt den verwitweten Vater. Der Jude Leo Alper zieht sich vor dem deutschfreundlichen Maurice Lancier zurück.
1940 wird der junge Berliner Architekt Kurt Richter von seiner Firma nach Moskau geschickt. Richter kennt einen seiner russischen Gesprächspartner aus einer Begegnung im Juli 1932 in Kusnezk. Im Auftrage seines Vorgesetzten fragt Richter den parteilosen russischen Partner vergeblich aus. Richter, bei Kriegsausbruch u.k. gestellt, reist unverrichteter Dinge zu seiner Frau Hilde nach Berlin zurück.
Valja, die inzwischen 26 Jahre alt ist und in Moskau ohne Erfolg Schauspiel studiert, verbringt den Sommer in Kiew bei ihrer Freundin Raja. Deren Ehemann Ossip – schreibfaul – hält sich immer noch dienstlich an der Petschora auf. Valja kehrt nach Moskau zurück und verliebt sich in Sergej Wlachow.
Natascha heiratet Sergej Wlachows Bruder, den in Moskau geborenen Wassili, Wassja gerufen, in Minsk, als die Wehrmacht in Weißrussland einmarschiert. Nataschas Vater Dr. Krylow will die Tochter zu Verwandten ins Hinterland nach Atkarsk schicken, doch die junge Frau fährt an die Front. Dr. Krylow nennt die Tochter ein Prachtmädel.
Wassja dient in einem Pionierbataillon. Er erschießt kurzerhand einen Panikmacher. Die Wehrmacht nähert sich der Beresina. Das Regiment, in dem Wassja dient, wird eingekesselt.
Raja arbeitet in einem Lazarett. Das wurde im Wald bei Poltawa eröffnet. Auch Dr. Krylow operiert in einem solchen Waldlazarett. Unter sein Messer kommt auch ein junger deutscher Panzersoldat. Krylow fragt ihn, warum er zittere. Der Verwundete erwidert: „Man hat uns gesagt, die Roten kastrieren die Gefangenen. Töten Sie mich lieber.“
Obwohl die Rote Armee sogar manchmal zum Gegenangriff übergeht, obwohl Ordnung geschaffen wird – ein paar Wankelmütige werden erschossen – muss sie Tschernigow, Romny und Kiew aufgeben. In Kiew verliert Valjas Vater Alexej Nikolajewitsch Steschenko im September 1941 die Fassung; gibt den Kommunisten und Juden die Schuld am deutschen Einmarsch.
Am 12. Oktober 1941, als der Bataillonskommandeur fällt, führt Kommissar Ossip Alper das Bataillon. Die Deutschen haben Odessa, Charkow, das Donezbecken und die Krim besetzt, als Sergej Wlachow in ein Pionierbataillon eintritt, das an der Wolga aufgestellt wird. Nach den ersten Einsätzen lobt Sergejs Oberst den „zivilistisch“ erscheinenden Pionier.

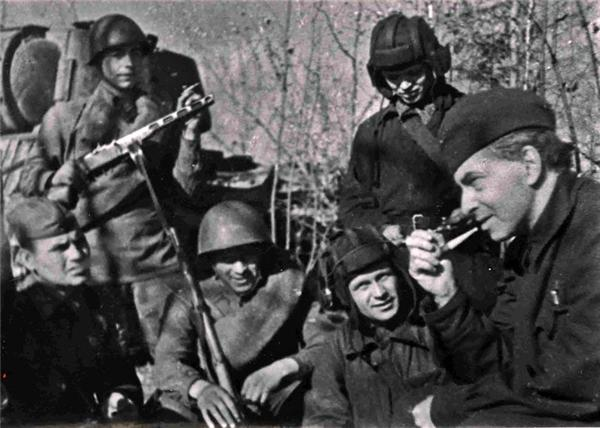
Ilja Ehrenburg (rechts im Bild) 1942 im Gespräch mit Panzersoldaten der Roten Armee

Ende März 1942 bringt Natascha den kleinen Wassili zur Welt. Sein Vater Wassja, also der große Wassili, kommandiert eine Partisanenabteilung. Am Vorabend des 1. Mai wendet sich Stalin über Funk auch in die Partisanen und meint, diese müssten den Feind hassen lernen. In einem Dorf erschießt Wassja eine Russin, die mit einem Gestapomann zusammenlebt.
Die Rote Armee gibt Kertsch  und Rostow am Don auf. Von Rostow aus dringen die deutschen Panzer nach Salsk und Kotelnikowo vor. Wassja nimmt Versprengte und Zivilisten aus der Brjansker und Orjoler Gegend auf. In Woronesh wird gekämpft.
Ossip wird bei Stalingrad gegen Deutsche, Italiener und Rumänen eingesetzt.. Er steht sowohl Zermürbten als auch Einsatzfähigen, sowohl SS- als auch Ersatztruppen gegenüber. Das Bataillon, das Major Ossip Alper führt, wird mit Trommelfeuer eingedeckt, geht müde und finster zum Gegenangriff über; verblutet.  Raja schreibt Ossip aus Usbekistan; verheimlicht dem Gatten den Verlust der kleinen Tochter Alja. Der Hauptmann der Pioniertruppen Sergej Wlachow baut dort einen Wolgaübergang, den die Deutschen zerstören wollen. Ilja Ehrenburg beschreibt den Angriff auf das Ufer: „Es war, als ginge alles Eisen aus dem Ruhrgebiet, der Biskaya, aus Lappland und Lothringen, geschmolzen und glühend, auf dem schmalen Erdstreifen nieder, auf die Erdhütten, die Laufgräben und die sterblichen Menschen, auf ihre Brustkästen, Lungen, Schlagadern, Augäpfel …“
Auf dem Rückzug treten die Deutschen im Sommer 1943 bei Kursk mit dem Panzer Tiger gegen die Russen an. Letztere aber setzen Thermitgeschosse gegen die Panzerung ein. Deutsche Kompanien schrumpfen vereinzelt auf vier Mann. Ossips Bataillon geht gegen gut befestigte deutsche Stellungen vor. In der Schlacht im Kursker Bogen sollen Sergejs Pioniere Ossips Truppe den Weg bahnen. Die beiden Kämpfer begegnen sich. Da Ossip in den Gespräch seinen Namen nicht nennt, kommt die Rede auch nicht auf ihre Frauen – die Freundinnen Raja und Valja. Man spricht über das gegnerische Bombardement bei Katarsha im Februar 1943.
Sergej begegnet Leutnant Louis, der in Russland gegen die Deutschen fliegt. Sergej erfährt von Mados Bruder, dass Mado geheiratet hat. Sergej kann seine Erregung kaum verbergen. Für unangebrachte Eifersucht bleibt dem verheirateten Sergej keine Zeit. Nach der Einnahme von Orjol müssen die Desna, der Dnepr und die Weichsel von den Pionieren überbrückt werden.
Louis’ Maschine wird im Luftkampf von einem Deutschen abgeschossen. Der Franzose überlebt den Absturz nicht. Wassja fällt. Natascha kehrt im Frühjahr 1944 nach Moskau zurück, arbeitet dort im Lazarett und behütet ihren kleinen Wassja. Regimentskommandeur Ossip überschreitet die Desna und rastet nur kurz inmitten der Trümmer von Tschernigow.
Valjas Mutter stirbt im Mai. Der Vater, Schuldirektor Alexej Nikolajewitsch Steschenko, ein Gegner der Bolschewiken, wird von den aus Kiew zurückweichenden Deutschen nicht geschützt, sondern geschlagen und erhängt sich. Valja Wlachowa, die fernab in einem Betrieb der Rüstungsindustrie an der Werkbank als angesehene Arbeiterin steht, hofft auf ein Wiedersehen mit den Eltern.
Ein Polizist fragt Leo Alper in Paris auf der Straße: „Sie sind Jude?“ Der unvorsichtige Leo – sein ehemaliger Kompagnon Maurice Lancier hatte sich dessen Aktien angeeignet, aber ihm nicht geholfen – wird verhaftet und im KZ Auschwitz von den Deutschen umgebracht.
Als Ossip in Kiew Nachbarn aufsucht und von der Ermordung seiner Mutter und Tochter erfährt, muss er erkennen, Raja hatte den Schmerz allein getragen. Ossip schreibt Raja. Es stellt sich heraus, Raja, die ja nicht wieder in Kiew gewesen war, hatte immer noch insgeheim auf das Überleben der Tochter Alja gehofft. Raja, die trotz Verwundung weiter als Scharfschützin kämpft, wird im Wald bei Smolensk während einer Kampfpause von einer Granate getroffen und tot aufgefunden.
Mado, die weiterhin in der Résistance kämpft, erfährt von dem Mitkämpfer Bär, wie dieser im Sommer 1942 in Russland Sergej begegnete, ihn kennengelernte und erfahren hat, dass Sergej verheiratet ist. Die Nachricht löst in Mado weder Eifersucht noch Schmerz aus.
Valja gesteht dem Direktor ihres Rüstungsbetriebes den Verrat ihres Vaters und wird trotz alledem weiterbeschäftigt.
Sergej wird bei der Einnahme von Vilnius verwundet. Valja schreibt an Sergej: „Möge meine Liebe Dich behüten.“
Leos Frau, die Witwe Leontine, kehrt nach Paris zurück, kämpft mit der Waffe in der Hand gegen die Deutschen und fällt. Am 24. August 1944 fahren französische Panzer in Paris ein. Mado sieht in Paris bei ihrem Vater der nach Rechten. Sie kommt mit ihrer Stiefmutter Martha auf Anhieb zurecht.
Über Bulgarien dringt der Verband, in dem Sergej dient, nach Jugoslawien vor. In einer serbischen Stadt haben sich SS-Leute, aus Griechenland kommend, in einem Keller der dortigen Festung verschanzt. Als Sergej mit einer Handgranate gegen den Feind vorgehen will, fällt er.
Wassja weiß, wie Valja ihren Gatten geliebt hat und hofft, deren neuerliche Hinwendung zur Bühne werde ihr bei der Trauerarbeit helfen. Wassja nimmt an der Schlacht um Berlin teil und kehrt per Flugzeug zu Natascha und Klein-Wassja am 9. Mai 1945 nach Moskau zurück.

## Nebenhandlungen
In dieser Skizze wurden die zahlreichen Passagen, die den Weg der deutschen Täter und Mitläufer schildern, weggelassen. Im Gedächtnis des Lesers bleiben einige solcher Nebengeschichten haften – zum Beispiel wie die  Deutsche Christine Staube die russische Zwangsarbeiterin Galotschka quält oder wie sich die Geschichte des oben erwähnten Architekten Unteroffizier Kurt Richter und seiner Frau Hilde durch den ganzen Roman zieht. Ebenso wurde das verquickte Geflecht der Handlungen in Frankreich weitgehend unerwähnt gelassen.

## Kriegsgräuel
Aus den im Text stets knapp geschilderten Kriegsverbrechen seien, zusätzlich zu den oben erwähnten, drei herausgegriffen.
- Im ukrainischen Dorf Letki wird die Bauersfrau Vera Platonowna von einem Deutschen geschlagen und als er bei ihr in der Wohnung ein Leninbild findet, erschlagen.
- Weil die Bewohner von Oradour-sur-Glane zahlreiche Juden verborgen haben, werden sie von SS – bis auf 18 Einwohner – vom Säugling bis zum bettlägerigen Greis umgebracht. Mütter werden zusammen mit ihren Kindern verbrannt.
- Bei Trostjanez bringt die SS Menschen in „Gaswagen“ um.

## Sergej und Mado
Eine Erzählidee, die den Roman klammert, ja sogar trägt, ist das Wunder von der ersten Liebe. „Ich werde Mado nie vergessen, denkt Sergej.“ Ebenso denkt Mado. Sergej hat die Geliebte längst verloren, aber immer wieder muss er an sie denken und will ihr schreiben. Mado erscheint ihm als Phantom zwischen russischen Bäumen. Dabei bleibt das unglückliche Paar getrennt.

## Selbstzeugnis
„Am Sturm ist meiner Ansicht nach vieles mißlungen – wahrscheinlich waren die Ereignisse allzu frisch, und ich hatte noch nicht alles begriffen.“

## Rezeption
- Januarheft 1948 der Literaturzeitschrift Oktjabr[14]: M. Schkerin[15] schreibt, dem Autor seien zwei Kardinalfehler unterlaufen. Erstens habe Ilja Ehrenburg die Frage Warum zog sich die Rote Armee 1941 bis nach Moskau zurück? so beantwortet: Offenbar habe eine Kraft gefehlt, die der um sich greifenden Anarchie unter den demoralisierten, verwirrten Soldaten hätte Einhalt gebieten können. Und solche Rotarmisten, die bereits bei dem Ruf Wir sind eingekesselt! fliehen, bringen dann gelegentlich den Deutschen Verluste bei. Das sei „unlogisch und unwahrscheinlich“. Schon J. W. Stalin habe die Frage am 3. Juli 1941 richtig beantwortet: Die Deutschen hätten überraschend und „vollkommen mobilisiert“ zugeschlagen. Die Rote Armee sei hingegen erst während des Krieges mobilisiert worden. Und der zweite große Fehler des Autors: Die Fabrikarbeiter und Kolchosbauern, die doch die Deutschen niedergerungen hätten, fehlten vollständig. Stattdessen bestehe das Figurenensemble der treibenden Kräfte auf sowjetischer Seite ausschließlich aus Intellektuellen. Sodann wären noch weitere Fehler anzukreiden. Der Hauptheld Sergej Wlachow glorifiziert die Franzosen. Also ist er charakterlich kein richtiger Sowjetmensch. Zwar erinnere Natascha (die Frau Wassili Wlachows) an eine Sowjetfrau, doch der betreffende Charakterzug sei nicht einprägsam herausgearbeitet.
- 30. Januar 1948: Nikolai Shdanows[16] Besprechung in der Iswestija bestehe im Wesentlichen aus Lobpreisungen.[17]
- 6. Februar 1948: S. Kedrina lobe in der Trud den Roman „völlig uneingeschränkt“.[18]
- Februarheft 1948 der Literaturzeitschrift Oktjabr: S. Schtut[19] schreibt, Ilja Ehrenburg zeige, wie tatkräftige sowjetische Charaktere im Kriegsverlauf über sich hinauswüchsen. Der Autor dieses psychologischen Romans verfüge nur über dürftige künstlerische Gestaltungsmittel. Es fehle das epische Sujet – also „das Monumentale des Epos und das Pathos der heroischen Kunst“. Stattdessen werde ein das Kunstwerk schwächendes Nebeneinander von Alltag und Pathetik geboten.
- Märzheft 1948 der Literaturzeitschrift Oktjabr: J. Lukin[20] schreibt, der Autor prangere den Kapitalismus, den Vater des Ungeheuers Faschismus, an. In dem Roman stünden wirklichkeitsgetreue Darstellung und revolutionäre heldenhafte Romantik sowie auch satirische Schärfe und zarte Lyrik nebeneinander. Die Liebe des Protagonisten Sergej Wlachow zu Mado spiele eine große Rolle. Mado fungiere im Roman sogar als Symbol. Der Verfasser kenne vermutlich das Leben der sowjetischen Arbeiter und Bauern überhaupt nicht. Darum kämen diese im Text nicht vor. Mehr noch – Ilja Ehrenburg beschreibe das Leben im Jahr 1939 in der Sowjetunion so, als sei der 1. Fünfjahrplan noch nicht erfüllt. J. Lukin verweist auf „die berechtigte Unzufriedenheit eines erheblichen Teiles der sowjetischen Leser“: „Anscheinend hat auch die zu schnelle Niederschrift des Romans dazu geführt, daß die Lektüre durch das kaleidoskopartige Auftauchen und Verschwinden von Personen, Episoden und Ländern erschwert wird.“[21]
- Juli 1979: Schröder[22] schreibt: „Im Sturm versuchte Ehrenburg aus revolutionärer Ungeduld und aus dem Geist der Zeit heraus bei aller gegebenen Relativierung eine dialektische Aufhebung seine Kunst-Revolution-Problematik in einem höheren Kulturbegriff romantisierend vorwegzunehmen … Für die Ausgabe des Romans vom Jahre 1965, die hier erstmals in deutscher Übersetzung vorgelegt wird, hat Ehrenburg zeitgemäß-hymnische Stellen der ersten Druckfassung von Sturm gestrichen.“

### Deutschsprachige Ausgaben
- Ilja Ehrenburg: Der Sturm. Verlag für Fremdsprach. Literatur, Moskau 1948
- Ilja Ehrenburg: Der Sturm. Volk und Welt, Berlin 1951
- Ilja Ehrenburg: Sturm. Redaktion der deutschen Übersetzung besorgte Maria Riwkin. Volk und Welt, Berlin 1953 (4. Aufl.)
- Ilja Ehrenburg: Sturm. Roman. Die Redaktion der deutschen Fassung besorgte Maria Riwkin. Mit einem Nachwort von Ralf Schröder. Volk und Welt, Berlin 1987 (2. Aufl., ISBN 3-353-00075-5, verwendete Ausgabe)

### Sekundärliteratur
- Alfred Antkowiak (Hrsg.): Sowjetische Literaturkritik. Eine Auswahl. Verlag Kultur und Fortschritt. Berlin 1953